# Сад з привидом
«Сад з привидом» (латис. «Dārzs ar spoku») — радянський художній фільм режисера Ольгерта Дункерса, знятий на Ризькій кіностудії у 1983 році.

## Сюжет
Сімейна пара купила невеликий сільський будинок у літньої жінки. Після оформлення необхідних документів, колишня господиня раптово померла і приїжджі городяни змушені взяти участь у долі маленького хлопчика, який залишився після її смерті. Виявилося, що мати дитини — племінниця бабусі. Вона віддала сина на піклування тітки, злякавшись, що той стане перешкодою для її нового шлюбу. Нові мешканці подружилися з Албінсом і полюбили його. Коли стало зрозуміло, що ніхто зі знайдених родичів не зможе, в силу різних причин, забрати хлопчика, Імант з Ліндою приймають рішення усиновити дитину.

## У ролях
- Мартиньш Квепс — Албінс
- Андіс Квепс — Імант
- Аквеліна Лівмане — Лінда
- Юріс Леяскалнс — Робертсон
- Дзідра Рітенберга — Робертсоне
- Еугенія Шулгайте — стара (озвучила Світлана Коновалова)
- Ласма Мурнієце — мати Албінса
- Петеріс Лієпіньш — Растауріньш
- Харій Місіньш — дідусь (озвучив Валентин Брилєєв)
- Леонс Кріванс — режисер
- Байба Індріксоне — Мірдза
- Егонс Майсакс — Зігфрід
- Антра Лієдскалниня — сценаристка
- Петеріс Луціс — колега
- Ласма Мурнієце-Кугрена — перукарка (озвучила Ольга Громова)

## Знімальна група
- Автор сценарію: Ольґертс Дункерс, Ерік Ланс
- Режисер-постановник: Ольґертс Дункерс
- Оператор-постановник: Мартиньш Клейнс
- Композитор: Юріс Карлсонс
- Художник-постановник: Гунарс Балодіс
- Звукооператор: Віктор Личов
- Директор: Марк Цирельсон